# Кангиксуалуджуак
Кангиксуалуджуак (фр. и англ. Kangiqsualujjuaq, инуктитут ᑲᖏᖅᓱᐊᓗᔾᔪᐊᖅ) — инуитская «северная деревня» в округе Кативик, район Нунавик, регион Север Квебека, провинция Квебек, Канада.

## География, описание
Деревня Кангиксуалуджуак расположена в северо-восточной части провинции, на юго-восточном берегу залива Унгава в устье реки Джордж. Официальная площадь поселения составляет 35,64 км², из которых 1,74 км² занимают открытые водные пространства, но фактически все жители проживают гораздо более компактно, так как по переписи 2011 года в Кангиксуалуджуаке жили всего 874 человека в 191 доме. Жилую часть деревни окружают холмы относительной высотой до 160 метров с юго-запада и до 130 метров с севера — западные отроги горной цепи Торнгат. Вокруг деревни стоит несколько инуксуков.

Поселение обслуживает одноимённый аэропорт (одна гравийная полоса длиной 1073 м, в 2010 году обработано 1589 операций взлёт-посадка). Зимой на снегоходах можно добраться до близлежащего поселения Кууджуак. В течение двух-трёх летних месяцев возможно сообщение по воде.
На языке местных эскимосов название деревни означает «Очень большой залив».

## История
Компания Гудзонова залива содержала торговый пост несколько южнее нынешнего Кангиксуалуджуака в 1838—1842, 1876—1915 и 1923—1932 годах, однако местные жители так и не основали постоянного поселения при нём, как это обычно бывало с другими подобными факториями в регионе. В 1959 году они по собственной инициативе организовали кооператив по добыче и продаже арктического гольца, обитающего здесь в больших количествах. В 1962 году началось создание нового поселения, и уже в следующем году здесь заработали школа, магазин и правительственные учреждения. 2 февраля 1980 года посёлок был признан Правительством Канады и получил статус «северная деревня».
Около 01:30 1 января 1999 года на Кангиксуалуджуак сошла снежная лавина, которая уничтожила здание школы. В это время внутри были люди, отмечавшие Новый год; погибли 9 человек, было ранено 25 человек, в том числе 12 настолько тяжело, что понадобилась их немедленная эвакуация в клиники Монреаля. Высказывались мнения, что сход лавины спровоцировала сильная вибрация, вызванная музыкой и танцами в помещении в ту ночь. Вскоре школа была восстановлена в более безопасном месте, сменив название с Сатуумавик на Уллуриак.
В 2007 году на экраны вышел документальный фильм «За свои мечты», рассказывающий о жизни молодых инуитов в деревне Кангиксуалуджуак.

## Демография
Население деревни:
- 1996 год — 648 человек
- 2001 год — 710 человек[10]
- 2006 год — 735 человек[11]

Согласно переписи 2011 года в Кангиксуалуджуаке проживали 874 человека, что на 18,9 % больше, чем пять лет назад, было 195 домохозяйств. 290 жителей были младше 15 лет, 25 человек были старше 65 лет. Средний возраст горожанина составил 21,7 лет. 93,4 % населения считали своим родным языком инуктитут, 3,3 % — французский и 3,3 % — английский.
По оценкам 2014 года в деревне проживали 919 человек.

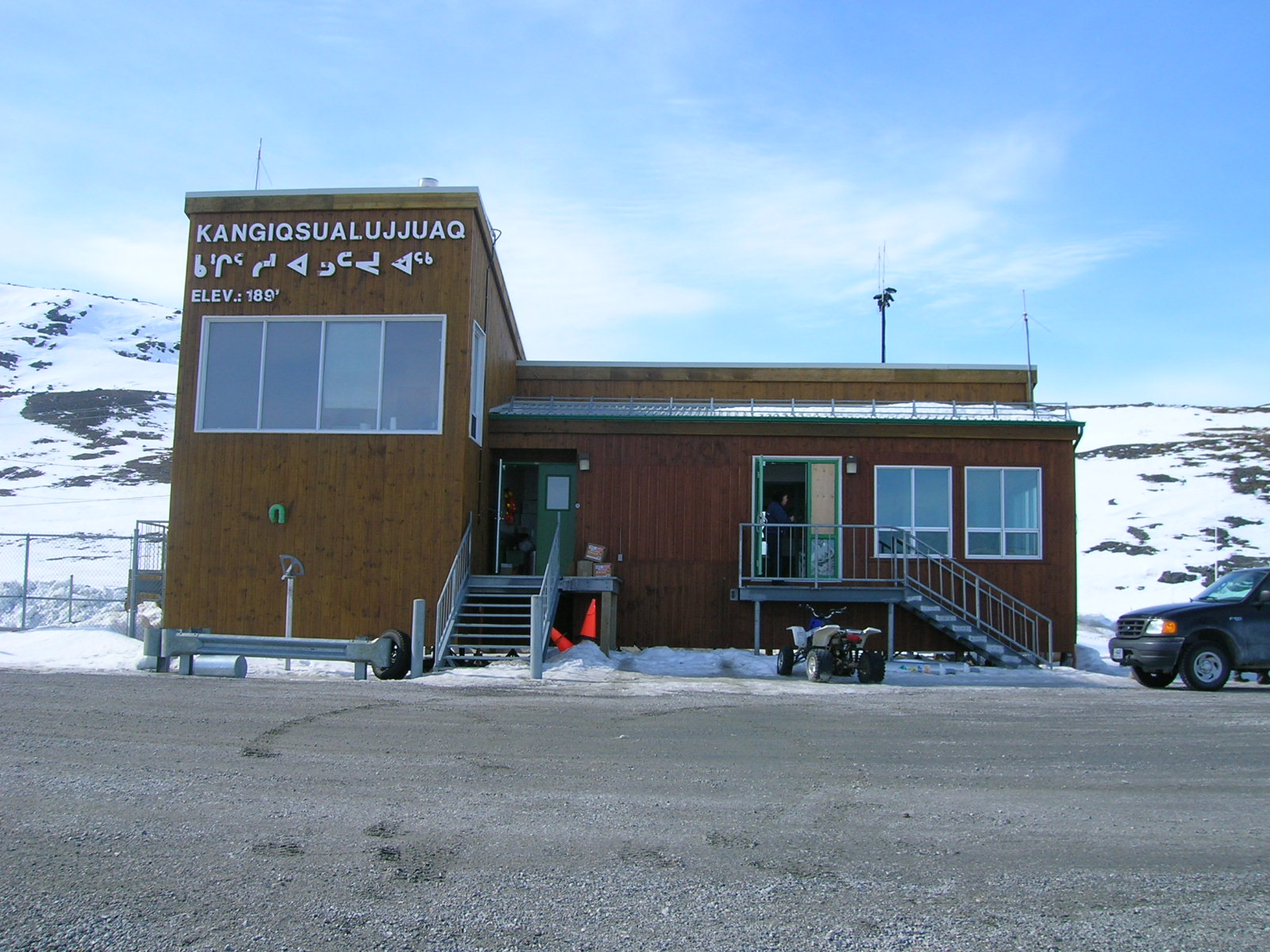
Аэропорт
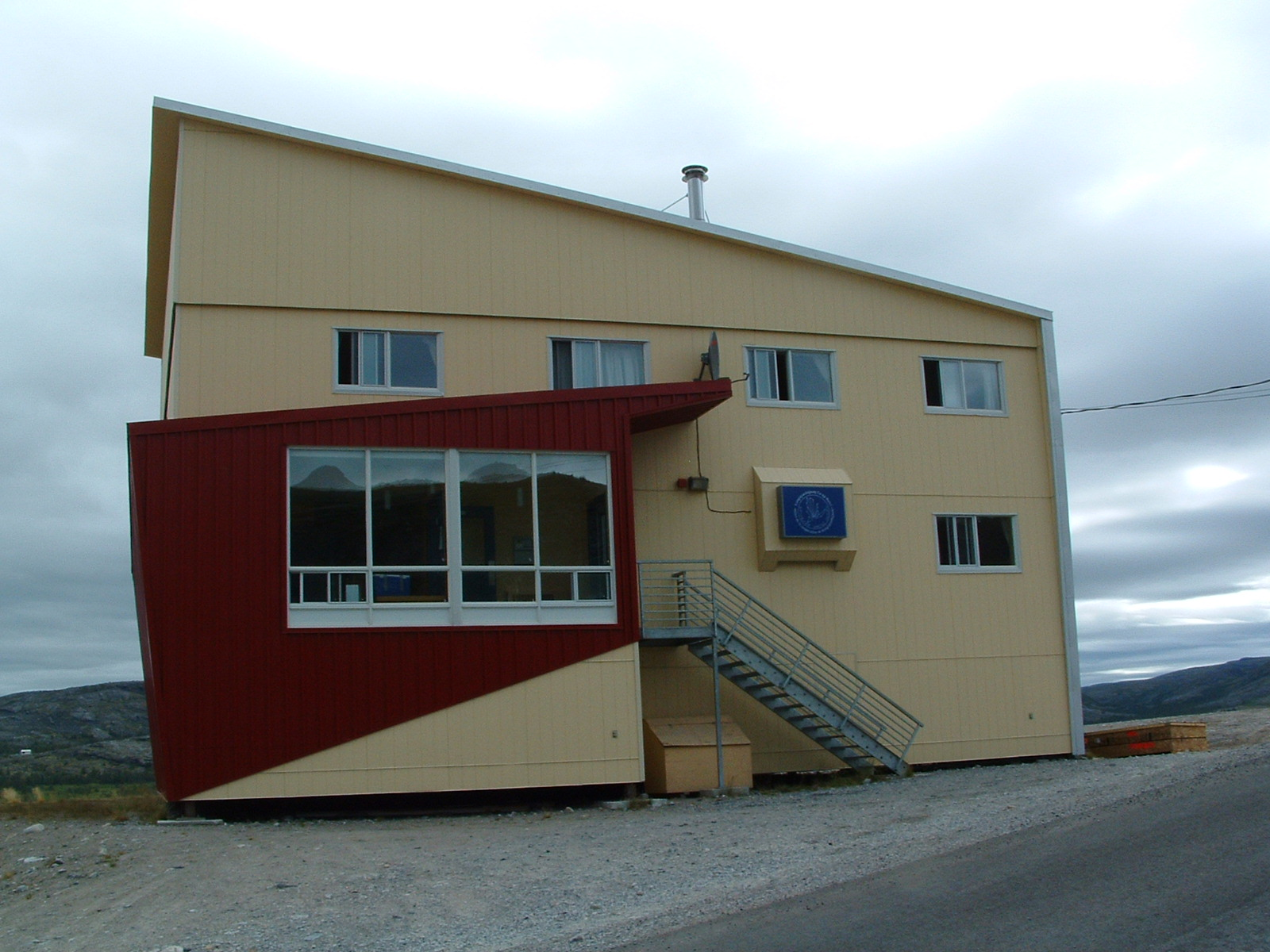
Гостиница
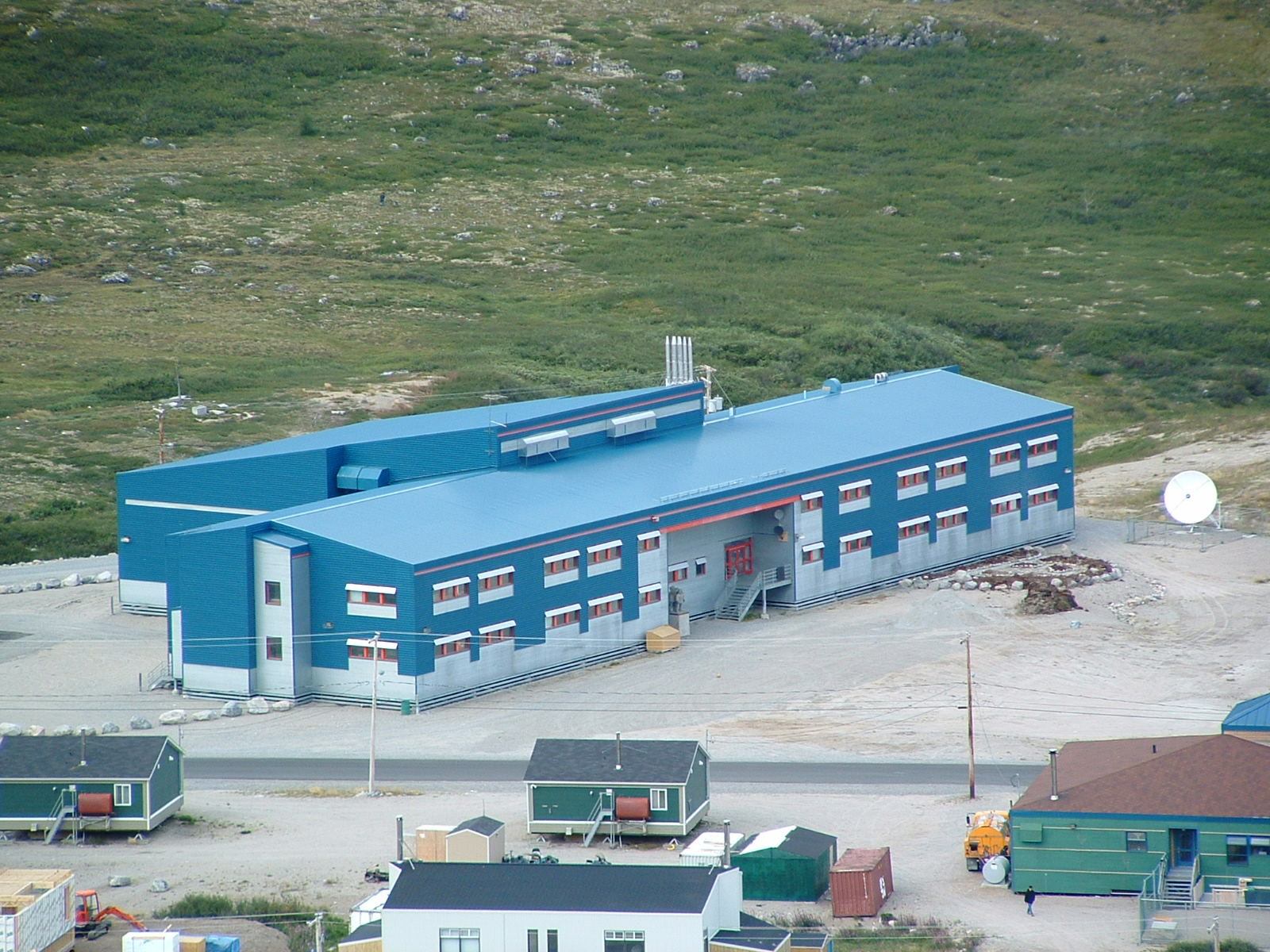
Новая школа (с 1999 года)
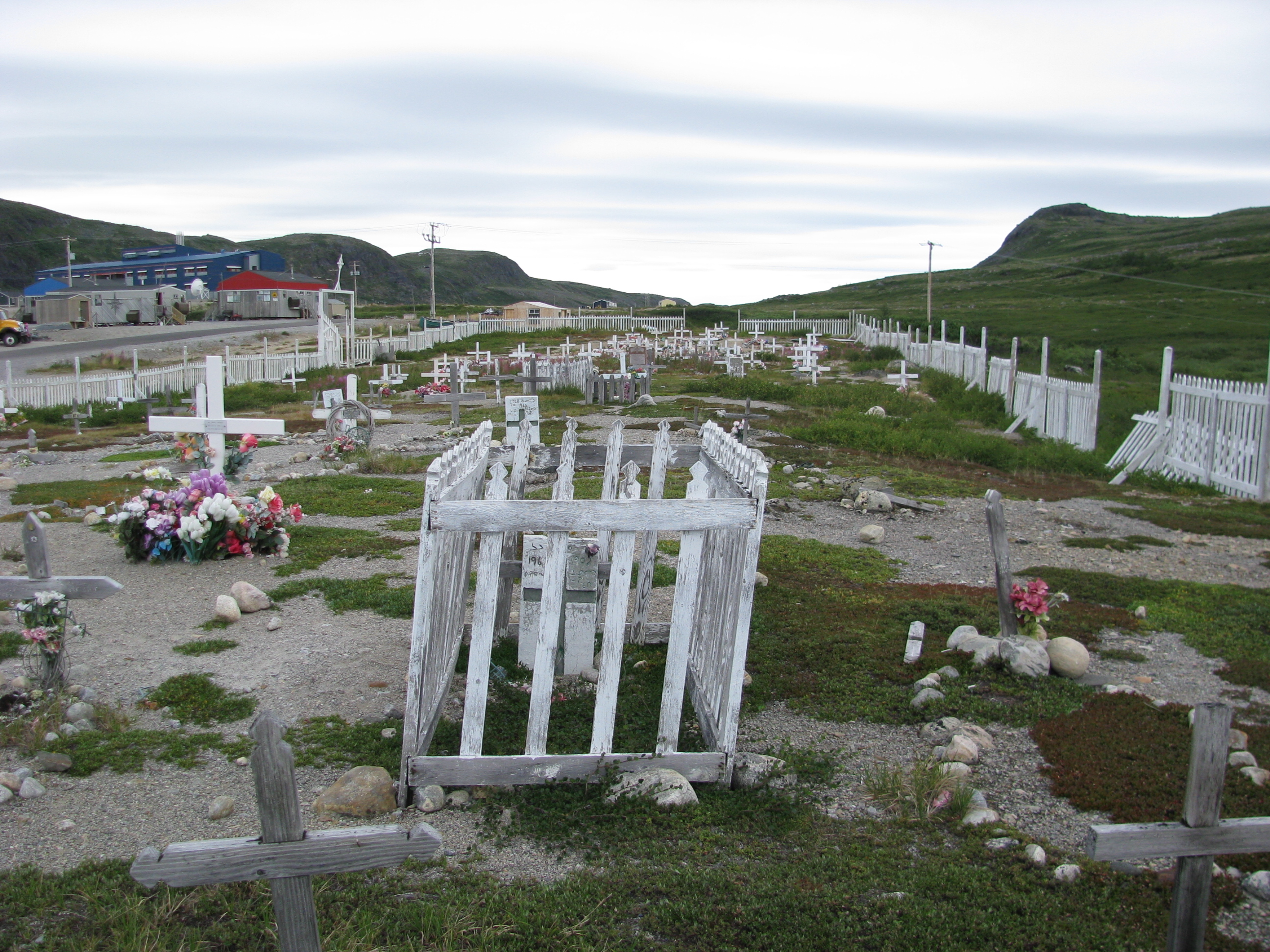
Кладбище